# SN 2005ml
SN 2005ml – supernowa typu Ia odkryta 14 listopada 2005 roku w galaktyce A021404-0014. W momencie odkrycia miała maksymalną jasność 20,50m.